# Coryphaeola eurodoce
Coryphaeola eurodoce is een vlinder uit de familie Nymphalidae. De wetenschappelijke naam van de soort is voor het eerst geldig gepubliceerd in 1850 door John Obadiah Westwood.